# Beatriz Nogales González
Beatriz Nogales González (Vitòria, 3 de març de 1983) és una exgimnasta rítmica espanyola que va ser campiona del món de 3 cintes i 2 cèrcols al Mundial de Sevilla (1998), a més d'assolir moltes altres medalles amb la selecció nacional de gimnàstica rítmica d'Espanya, com la plata en la general d'aquest Mundial o el bronze en 3 cintes i 2 cèrcols a l'Europeu de 1999. Va participar en els Jocs Olímpics de Sydney 2000. També va ser campiona d'Espanya infantil (1995) i júnior (1997), i en conjunts dues vegades campiona d'Espanya júnior amb el Club Oskitxo (1995 i 1996).

## Biografia esportiva

### Inicis
Es va iniciar en la gimnàstica rítmica amb set anys, ingressant al Club Oskitxo de Vitòria, club del qual han sorgit altres gimnastes espanyoles destacades com Lorena Guréndez i Paula Orive, sota les ordres de Natalia Notchevnaya. El 1995 va ser campiona d'Espanya infantil, i tant el 1995 com el 1996, campiona d'Espanya júnior de conjunts amb l'Oskitxo. El 1996, amb el conjunt júnior espanyol, va ser 5a en el torneig internacional de Thiais i va acabar en el lloc 15è en el Campionat d'Europa celebrat a Asker/Oslo. Aquell conjunt júnior estava integrat per Beatriz, Marta Calamonte, Ana del Toro, Carolina Malchair, Carolina Montes, Carmina Verdú i, com a suplents, Blanca López Belda i Tania Pacheco. El 1997 va ser campiona d'Espanya júnior. El juliol de 1997 va entrar en el conjunt sènior de la selecció nacional de gimnàstica rítmica d'Espanya, entrenant des de llavors en el Centre d'Alt Rendiment de Madrid.

### Etapa a la selecció nacional

#### 1998: Títol mundial en Sevilla
El 1998, la seleccionadora nacional i entrenadora del conjunt era Maria Fernández Ostolaza. Aquest any els exercicis van ser el de 3 cintes i 2 cèrcols, i el de 5 pilotes, que van emprar com a música la sevillana «Juego de luna y arena» (inspirada en un poema de Lorca) i el tango «El vaivén» respectivament, dos temes de José Luis Barroso. Beatriz seria aquest any titular en els dos exercicis. Després de disputar l'equip alguns tornejos preparatoris a Calamata i Budapest, al maig de 1998 va proclamar-se campió mundial en el Campionat del Món de Sevilla. Va ser en la competició de 3 cintes i 2 cèrcols, on el conjunt va superar a Belarús amb una puntuació de 19,850. A més, el primer dia l'equip havia obtingut la medalla de plata en el concurs general amb una nota acumulada de 39,133. Van ocupar el setè lloc en la competició de 5 pilotes. El combinat nacional va rebre en aquest campionat el Premi Longines a la Elegància, un trofeu que sol lliurar la marca de rellotges homònima i la FIG durant les competicions internacionals de gimnàstica destacades. El conjunt d'aquest any el van compondre a més de Beatriz, Sara Bayón, Marta Calamonte, Lorena Guréndez, Carolina Malchair, Paula Orive i Núria Cabanillas com a suplent.

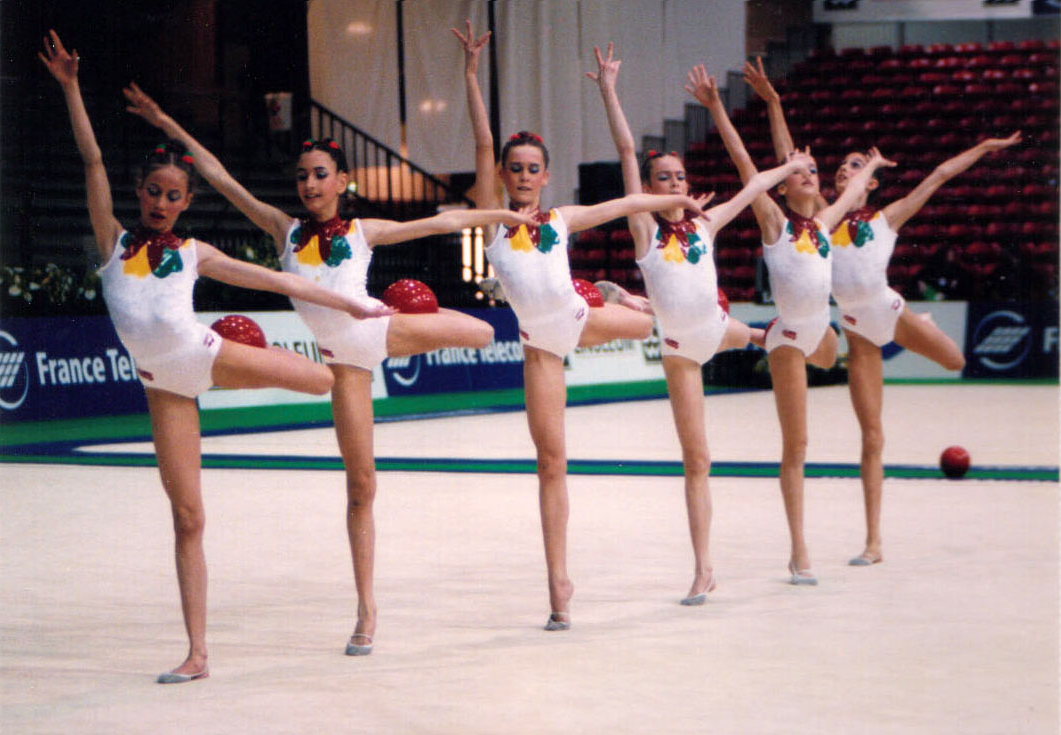
Beatriz (primera a la dreta) amb el conjunt júnior a l'Europeu d'Asker (1996)
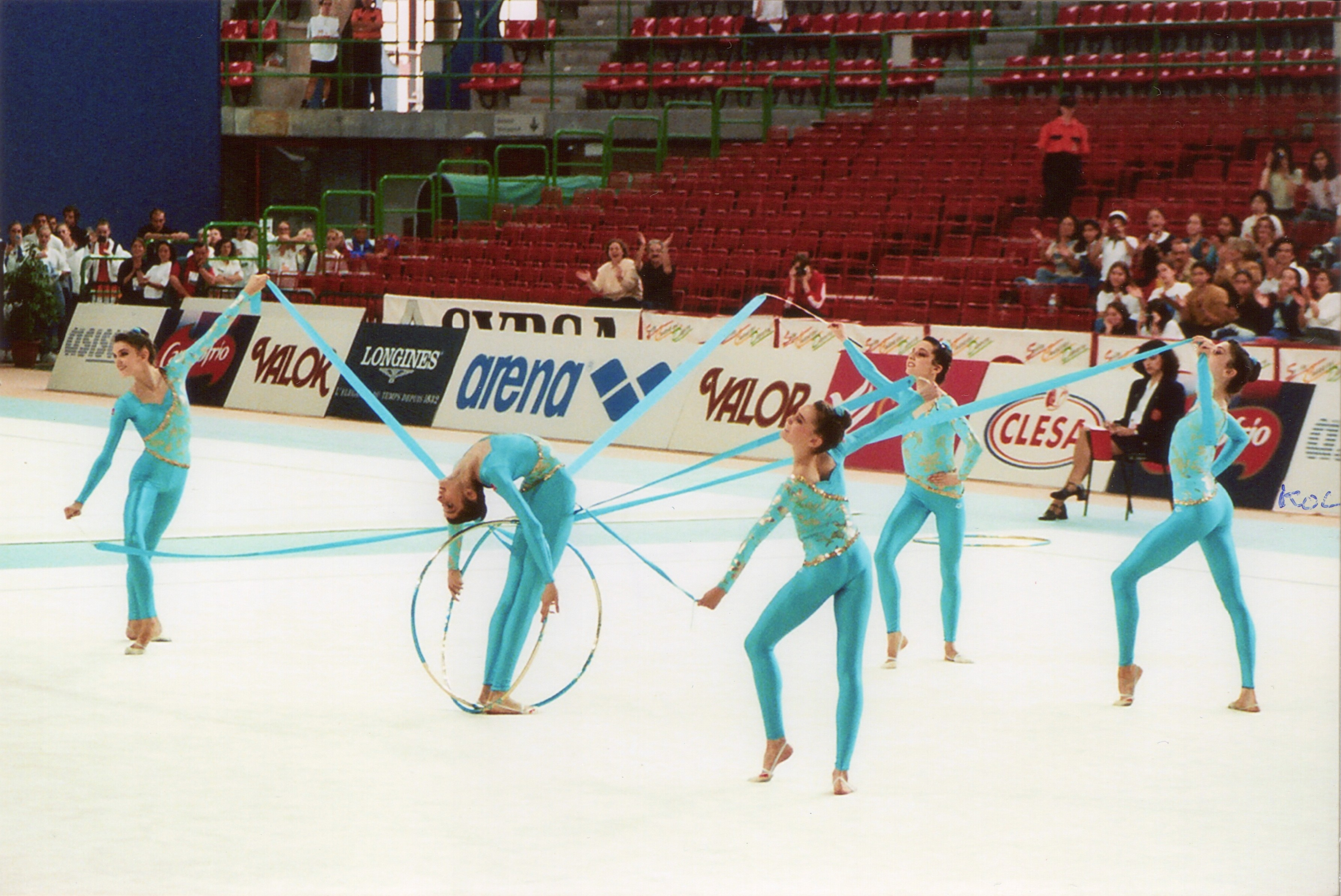
Final de l'exercici de 3 cintes i 2 cèrcols a la general del Mundial de Sevilla (1998)

#### 1999 - 2000: Mundial d'Osaka i Jocs Olímpics de Sydney
El 1999, Nancy Usero ja era la nova seleccionadora i entrenadora del conjunt. Nancy va comptar aquesta temporada amb Dalia Kutkaite com a assistent i entrenadora del conjunt júnior, i amb Cristina Álvarez com a coreògrafa el primer any. Durant aquest any, els dos exercicis van ser el de 3 cintes i 2 cèrcols, i el de 10 maces, el primer amb «Zorongo gitano» i el segon amb «Babelia» de Chano Domínguez, Hozan Yamamoto i Javier Paxariño, com a música. Beatriz seria titular en el de maces i suplent en el de cintes i cèrcols. El conjunt titular el van compondre aquest any Beatriz, Sara Bayón, Marta Calamonte, Lorena Guréndez, Carolina Malchair i Paula Orive. A finals de maig es va disputar el Campionat Europeu a Budapest. En el concurs general, el conjunt va quedar en setena posició, a causa d'una mala qualificació en l'exercici de 10 maces. En la competició de 3 cintes i 2 cèrcols va obtenir la medalla de bronze. L'agost, el conjunt va assolir la medalla de plata en 3 cintes i 2 cèrcols al DTB-Pokal de Bochum. A finals de setembre es va disputar el Campionat del Món d'Osaka. El conjunt va quedar en setena posició en el concurs general, el que els va donar la classificació per als Jocs Olímpics de Sydney de l'any següent. Posteriorment, va ocupar el sisè lloc tant en l'exercici de 3 cintes i 2 cèrcols com en el de 10 maces.

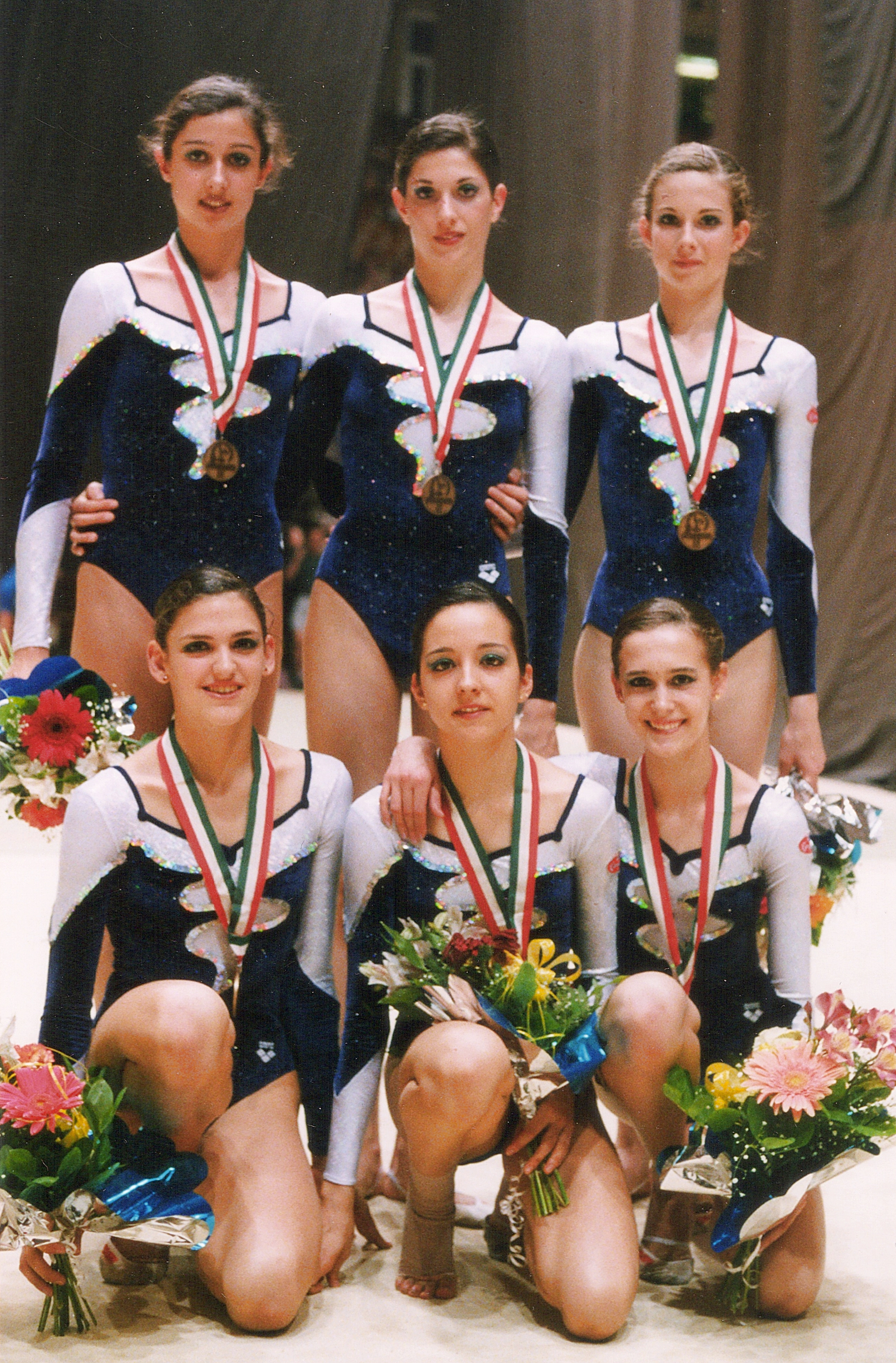
Nogales (de pie, a la izqda.) con el equipo nacional en el Europeo de Budapest (1999).
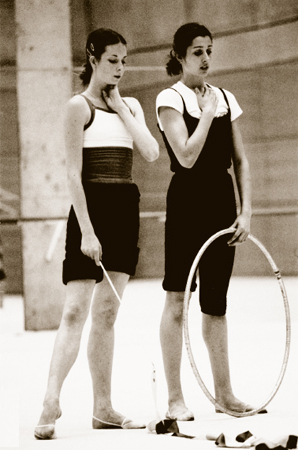
Beatriz Nogales (derecha) junto a Carolina Malchair durante un entrenamiento del conjunto nacional en el CAR de Madrid en el año 2000.
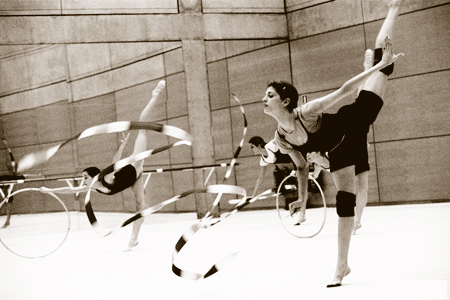
Nogales (al fondo de la imagen) junto a Igone Arribas, Carolina Malchair i Lorena Guréndez, realizando el ejercicio de 3 cintas y 2 aros en la misma sesión.

Per 2000, any olímpic, el combinat espanyol va compondre nous muntatges tant per a l'exercici de 3 cintes i 2 cèrcols, ara amb música de Los Activos i Vicente Amigo, com per al de 10 maces, amb una barreja de cançons de The Corrs i Loreena McKennitt. En tots dos, Beatriz seria gimnasta titular. Del 2 a l'11 de gener es van concentrar al Centre d'Alt Rendiment per a entrenament en alçada del CSD a Sierra Nevada (Granada). En els tornejos internacionals d'inici de temporada van assolir bons resultats, com la plata a la general, l'or en maces i la plata en el mixt a Madeira; el bronze a la general, el 8è lloc en maces i la plata en el mixt a Thiais; la plata a Calamata i novament una plata a Màlaga. En aquesta última competició, Beatriz va ser suplent a causa d'una lesió, ja que se li va trencar un os de la mà en recollir un cèrcol en una col·laboració només dos mesos abans dels Jocs, tot i que finalment va poder recuperar-se a temps per poder competir en els mateixos.
Al setembre de 2000 van tenir lloc els Jocs Olímpics de Sydney. El conjunt espanyol, integrat per Beatriz, Igone Arribas, Marta Calamonte, Lorena Guréndez, Carolina Malchair i Carmina Verdú, tenia l'oportunitat de revalidar la medalla d'or conquerida quatre anys enrere en Atlanta en la mateixa competició. No obstant això, una sèrie d'errors en l'execució dels dos exercicis, com un nus a una cinta i dues caigudes de maces, va provocar que el combinat espanyol se situés en la desena i última posició en la fase de classificació, de manera que no va poder participar en la final.

### Retirada de la gimnàstica
Beatriz Nogales es va retirar de la competició a finals de l'any 2000, després de disputar els Jocs Olímpics de Sydney. Després de la seva retirada va estudiar Treball Social i va exercir com a dependenta i entrenadora del Club Oskitxo durant uns quants anys. Es va casar a Vitòria el 3 de setembre de 2016. A la sortida de l'església, un conjunt del Club Beti Aurrera va fer en honor seu una exhibició de gimnàstica rítmica. El 24 de novembre de 2018 va rebre un homenatge a l'Euskalgym de Bilbao amb la resta de gimnastes rítmiques olímpiques basques. En l'actualitat treballa a Mercedes-Benz.

## Equipaments
| Període      | Proveïdor |
| ------------ | --------- |
| 1996 - 2000  | Arena     |
| 2000 (JJ.OO) | Fumarel   |

## Música dels exercicis
| Any  | Aparells                            | Música |
| ---- | ----------------------------------- | --- |
| 1998 | 5 pilotes                           | Tango «El vaivén», de José Luis Barroso.                                                                                         |
| 1998 | 3 cintes i 2 cèrcols                | Sevillana «Juego de luna y arena» (inspirada en un poema de Lorca), de José Luis Barroso.                                        |
| 1999 | 10 maces                            | «Babelia», de Chano Domínguez, Hozan Yamamoto i Javier Paxariño.                                                                 |
| 1999 | 3 cintes i 2 cèrcols                | «Zorongo gitano», cançó popular espanyola adaptada per Federico García Lorca i La Argentinita.                                   |
| 1999 | Exercici d'exhibició (mans lliures) | «Balanca», tema flamenc. |
| 2000 | 10 maces                            | Barreja de cançons de The Corrs i Loreena McKennitt, amb els temes «Toss the Feathers», «Irish Music», «Someday» i «Erin Shore». |
| 2000 | 3 cintes i 2 cèrcols                | Barreja de cançons de Los Activos i Vicente Amigo, amb els temes «Mestizo», «Poeta en el viento» i «Flor de la noche».           |

## Palmarès esportiu

### Selecció espanyola
| 1996 - Torneig Internacional de Thiais 5è lloc en la final (6 pilotes) - Campionat d'Europa d'Asker/Oslo 15è lloc en les preliminars (6 pilotes) 1998 - Thiais Or en concurs general Or en 5 pilotes Or en 3 cintes i 2 cèrcols - Kalamata Cup Plata en concurs general Or en 5 pilotes Or en 3 cintes i 2 cèrcols - Budapest Tournament Or en concurs general Or en 5 pilotes Or en 3 cintes i 2cèrcols - Estella International Or en concurs general - Campionato del Món de Sevilla Plata en concurs general 7è lloc en 5 pilotes Or en 3 cintes i 2 cèrcols 1999 - Kalamata Cup 7è lloc en concurs general Bronze en 10 maces - Thiais 4t lloc en concurs general 4t lloc en 10 maces Bronze en 3 cintes i 2 cèrcols | 1999 (continuació) - Budapest Tournament Or en concurs general 4t lloc en 10 maces Or en 3 cintes i 2 cèrcols - Campionat d'Europa de Budapest 7è lloc en concurs general Bronze en 3 cintes i 2 cèrcols - DTB-Pokal de Bochum 6è lloc en concurs general 5è lloc en 10 maces Plata en 3 cintes i 2 cèrcols - Campionat del Món d'Osaka 7è lloc en concurs general 6è lloc en 10 maces 6è lloc en 3 cintes i 2 cèrcols 2000 - Madeira Cup Plata en concurs general Or en 10 maces Plata en 3 cintes i 2 cèrcols - Thiais Bronze en concurs general 8è lloc en 10 maces Plata en 3 cintes i 2 cèrcols - Kalamata Cup Plata en concurs general - Málaga International Plata en concurs general - Jocs Olímpics de Sydney 2000 10è lloc en qualificació |

## Premis, reconeixements i distincions
- Premi Longines a l'Elegància al Campionat del Món de Sevilla (1998)[6]
- Premi Euskadi de l'Esport 2010 (junt amb la resta d'esportistes del País Basc que van participar en els Jocs Olímpics), atorgat pel Govern Basc (2010)[15][16]

## Programes de televisió
| Programes de televisió | Programes de televisió | Programes de televisió | Programes de televisió |
| Any                    | Títol                  | Cadena                 | Notes                  |
| ---------------------- | ---------------------- | ---------------------- | ---------------------- |
| 1999                   | Escuela del deporte    | La 2 de TVE            | Aparició al reportatge |